# El culte a l'heroi
"El culte a l'heroi" (títol original en anglès "Hero Worship")  és l'onzè episodi de la cinquena temporada, de la sèrie de televisió de ciència-ficció estatunidenca Star Trek: La nova generació i el 111è de tota la sèrie. Es va emetre originalment el 27 de gener  de 1992 en redifusió als Estats Units. L'episodi fou dirigit per Patrick Stewart. El creador de «Star Trek», Gene Roddenberry –que en aquell moment ja no participava en la producció– va morir durant el rodatge d'aquest episodi.
Ambientada al segle XXIV, la sèrie segueix les aventures de la tripulació de la nau de la Flota Estel·lar de la Federació Enterprise-D sota el comandament del capità Jean-Luc Picard. En aquest episodi, En aquest episodi, Data rescata un nen orfe d'una nau danyada. Com a forma de reprimir el seu propi dolor, el nen comença a imitar la personalitat impassible de Data.

## Guió
Aquest episodi va ser escrit per Hilary J. Bader; Bader va començar com a becària d'escriptura de la tercera temporada de TNG, i també escriuria per a "La pèrdua" i "Plana oculta" (3 en total per a TNG). Bader va continuar escrivint per a molts programes de dibuixos animats i còmics infantils.
El guió televisiu fou escrit per Joe Menosky. Quan Data li pregunta sobre una experiència traumàtica, La Forge respon que, de petit, els seus pares el van haver de rescatar d'un incendi. Aquest record de La Forge estava originalment pensat per al següent episodi següent ("Violacions").

## Argument
L' Enterprise investiga la desaparició de la nau d'investigació Vico. Troben la nau destrossada a la deriva just a l'exterior d'un cúmul negre. Data, La Forge i Riker es teleporten a bord i descobreixen que tothom a la Vico està mort excepte un noi anomenat Timothy, atrapat sota les runes. Data rescata Timothy i el porta de tornada a l' Enterprise. Mentre la Dra. Crusher examina Timothy a la infermeria, afirma que uns extraterrestres desconeguts van matar la tripulació.
Timothy lluita per adaptar-se al seu nou entorn i només confia en el seu salvador, Data. La consellera Troi demana a Data que passi temps amb Timothy, creient que podria parlar obertament sobre la destrucció de "Vico". Timothy està intrigat pel fet que els androides no experimenten emocions i comença a imitar els moviments i patrons de parla de Data.
Observant la nova personalitat androide de Timothy, Troi raona que està intentant suprimir el seu trauma i suggereix que Data el pot ajudar a curar-se compartint la seva fascinació per la humanitat. Mentre pren refrescos amb Timothy a Ten Forward, Data reflexiona sobre les seves limitacions com a androide, com ara la incapacitat de sentir delit amb un dolç o sentir-se orgullós dels seus èxits. Timothy argumenta que els androides tampoc senten emocions negatives, però Data replica que ell s'arriscaria a sentir-se malament de vegades per tenir l'oportunitat de tastar les seves postres.
Quan l' "Enterprise" entra al cúmul, Worf informa de distorsions dels sensors causades per les fortes forces gravitacionals de la zona, que limitarien la capacitat d'una nau per disparar armes o utilitzar un dispositiu de camuflatge. Picard conclou que els extraterrestres no podrien haver atacat la "Vico". Davant de les proves, en Timothy es desfà i, entre llàgrimes, comparteix la seva creença que va destruir la "Vico" quan va perdre l'equilibri i va caure contra un panell d'ordinador. Data li assegura que els ordinadors de la nau espacial tenen salvaguardes contra aquests incidents i que ell no n'era el responsable.
Una ona de xoc sacseja l' "Enterprise". Worf aixeca els escuts, però la següent ona de xoc és més forta. A mesura que es desvia més energia als escuts, les ones s'intensifiquen. Timothy recorda que la tripulació de la "Vico" va seguir procediments similars, inclòs el suggeriment de La Forge de redirigir l'energia dels motors de curvatura. Impulsat per les paraules de Timothy, Data fa una anàlisi ràpida i s'adona que els mateixos escuts estan creant les ones de xoc i les enforteixen encara més provocant l'esquinçament de la nau. Picard ordena que es baixin els escuts i la següent onada és inofensiva.
Més tard, Data observa Timothy jugant amb els altres nens a l'escola, comportant-se de nou com un humà, i els dos acorden seguir sent amics.

## Repartiment i doblatge al català
La sèrie va ser doblada al català pels estudis Tramontana (primera part) i Soundtrack (segona part) i emesa a TV3 l’any 1991. Els dobladors de l'episodi foren:
| Personatge      | Actor/actriu    | Veu en català      |
| --------------- | --------------- | ------------------ |
| Jean-Luc Picard | Patrick Stewart | Joan Crosas        |
| William Riker   | Jonathan Frakes | Antoni Forteza     |
| Data            | Brent Spinner   | Joaquim Sota       |
| Geordi La Forge | LeVar Burton    | Aleix Estadella    |
| Worf            | Michael Dorn    | Enric Arquimbau    |
| Beverly Crusher | Gates McFadden  | Aurora Garcia      |
| Deanna Troi     | Marina Sirtis   | Victòria Pagès     |
| Timothy         | Joshua Harris   | Vicky Martínez     |
| Cap Hutchinson  | Harley Venton   | Francesc Figuerola |
| Alferes Felton  | Sheila Franklin | Núria Domènech     |

## Recepció
El 1993, Trek Van Hise a Trek: The Next Generation va dir que l'episodi era «excel·lent» i va destacar Patrick Stewart com a director.
El 2000 l'episodi va ser qualificat a Diplomacy, family, destiny: The Next Generation de "drama psicològicament estrany".
El 2011 The A.V. Club va donar a l'episodi una "B+", i tot i qüestionar l'ús d'actors infantils, va considerar que l'episodi era un exemple de com la sèrie estava disposada a afrontar la pèrdua; en general, estaven contents amb el guió i els personatges.
Keith DeCandido el va qualificar a "tor.com" el 2012 com un episodi normal de "Star Trek: La nova generació", del qual sorprenentment se'n recorda poc. Entre altres coses, va criticar el guió per no crear una sensació emocionant de perill i, en canvi, per confiar completament en tecnobabble pseudocientífic, que més tard esdevindria simptomàtic de molts episodis de la sèrie següent Star Trek: Voyager. DeCandido va trobar la direcció de Patrick Stewart sense vida, i l'actuació de Joshua Harris, a part de la seva reeixida imitació dels moviments del cap de Data, tampoc era convincent.
El 2020, GameSpot va recomanar aquest episodi per obtenir informació sobre el personatge de Data.
El 2020, Looper va classificar aquest com un dels millors episodis de Data.

## Llançaments
L'episodi es va estrenar als Estats Units el 5 de novembre de 2002, com a part del conjunt de DVD de la cinquena temporada. El primer llançament en Blu-ray va ser als Estats Units el 18 de novembre de 2013, seguit del Regne Unit l'endemà, 19 de novembre de 2013.